# Ливанска лира
Вижте пояснителната страница за други значения на лира.
Ливанската лира е официалната парична единица на Ливан. Символът за валутата е LL (ل.ل), а международното съкращение е LBP.
Ливанската лира става официална валута в Ливан през 1939 г. Преди това са използвани френски франк.
- Банкноти: 1000, 5000, 10 000, 20 000, 50 000 и 100 000 лири.
- Монети: 250 и 500 пиастъра.